# ひがしねベアフットユースホステル
ひがしねベアフットユースホステルは日本ユースホステル協会に加盟している山形県東根市のユースホステル。

## 設備
- 個人や小グループに適している
- 余裕があればグループで一室利用可
- 駐車場あり
- 洗濯機あり
- 乾燥機あり
- 英語による予約可
- 周辺にスキー場あり
- 周辺に温泉あり
- レンタサイクルあり

## 休館
- 水曜日(トップシーズンを除く)

## アクセス
- 奥羽本線神町駅から徒歩15分[1]

## 周辺
- 東根の大ケヤキ